# Viktor von Malchus
Viktor Freiherr von Malchus (* 21. Mai 1929 in Menzlin/Vorpommern; † 31. Juli 2008 in Unna) war ein deutscher Volkswirt und Raumplaner. Er war Mitbegründer und erster Leiter des Instituts für Landes- und Stadtentwicklungsforschung (ILS) des Landes Nordrhein-Westfalen.

## Leben und Wirken
Von Malchus entstammt der gleichnamigen württembergischen Adelsfamilie. Er wurde als Sohn des Landwirts Viktor Freiherr von Malchus und dessen aus Sandefjord in Norwegen stammenden Frau Ellen Cathrine, geb. Grøn, in Menzlin (Kreis Greifswald; heute Ortsteil von Ziethen) geboren. Er besuchte die Volksschule in Menzlin und ab 1939 die Lilienthal-Oberschule in Anklam, bevor er im August 1944 kriegsdienstverpflichtet und im Januar 1945 zum Wehrdienst einberufen wurde. Nach kurzer Ausbildung kam von Malchus an der Oder zum Einsatz und geriet im Mai 1945 in sowjetische Kriegsgefangenschaft, die er in Sibirien verbrachte. Im November 1949 wurde er vom Kriegsgericht in Stalinsk (Sibirien) zum Tode verurteilt und schließlich zu 25 Jahren Zwangsarbeit begnadigt. Im Oktober 1952 kehrte er aus der Gefangenschaft zurück.
Von 1954 bis 1955 holte er in einem Sonderlehrgang für Spätheimkehrer in Göttingen das Abitur nach und studierte seit dem Sommersemester 1955 Wirtschaftswissenschaften an der Georg-August-Universität Göttingen und an der Westfälischen Wilhelms-Universität Münster. 1957 wechselte er an die Albert-Ludwigs-Universität Freiburg, an der er im Herbst 1958 das Studium als Diplom-Volkswirt abschloss.
Nach einer Tutorentätigkeit an der Universität Freiburg studierte von Malchus von 1959 bis 1960 Agrarwissenschaften an der Universität Oslo und an der Landwirtschaftlichen Hochschule Norwegens. Nach der Rückkehr nach Freiburg war er von Oktober 1960 bis Juli 1961 Assistent am Institut für Agrarwissenschaft bei Constantin von Dietze und führte ab August 1961 Forschungsaufträge für die Forschungsgesellschaft für Agrarpolitik und Agrarsoziologie aus. Im Februar 1964 wurde er bei von Dietze mit einer Studie über Wissenschaftliche Agrarpolitik im Königreich Norwegen zum Dr. rer. pol. promoviert. Zweitgutachter der Promotion war Friedrich A. von Hayek.
Nach der Promotion widmete sich von Malchus der Raumplanung – zunächst vor allem des deutsch-schweizerisch-französischen Grenzgebiets. 1971 war er Mitbegründer und bis 1994 Leiter des damaligen Instituts für Landes- und Stadtentwicklungsforschung (ILS) des Landes Nordrhein-Westfalen in Dortmund sowie Mitglied der Akademie für Raumforschung und Landesplanung (ARL), in der er den deutsch-polnischen Arbeitskreis leitete. Nach seiner Pensionierung war er von 1995 bis 2000 beim LACE-Projekt42 beteiligt und wirkte bei der Gründung der Internationalen Akademie für Regionalentwicklung und Kooperation in Moskau mit.

## Auszeichnungen
- Offizierskreuz des Verdienstordens der Republik Polen (1997).
- Goldenes Ehrenkreuz des Greifs von Westpommern (2004).
- Ehrenpreis des Präfekten von Drama/Griechenland (2005).
- Bundesverdienstkreuz 1. Klasse (2008).

## Schriften
- Wissenschaftliche Agrarpolitik im Königreich Norwegen. Duncker & Humblot, Berlin 1964 (Zugl.: Freiburg (Breisgau), Univ., Diss., 1964).
- mit Manfred Niclas: Zur Agrarstruktur in Oberschwaben. Situation und Entwicklungsmöglichkeiten. Regionalplanungs-Verband Oberschwaben, o. O. 1966.
- mit Oskar Herrmann: Möglichkeiten zur Neuordnung des Kirchenbezirkes Freiburg im Breisgau. Schillinger, Freiburg 1968.
- Agrarstrukturelle Rahmenplanung in Baden-Württemberg. Forschungsges. für Agrarpolitik und Agrarsoziologie, Bonn 1968.
- Der ländliche Raum. Randerscheinung oder integriertes Ausgleichsgebiet. Jänecke, Hannover 1974, ISBN 3-7792-5079-9.
- Partnerschaft an europäischen Grenzen. Integration durch grenzüberschreitende Zusammenarbeit. Europa Union Verl., Bonn 1975.
- Landesplanerische und regionalpolitische Bemühungen der Arbeitsgemeinschaft Europäischer Grenzregionen (AGEG). Schroedel, Hannover 1978, ISBN 3-507-91493-X.
- Überlegungen und Vorschläge zur Verwaltungsreform und Raumordnung in der DDR. Mögliche Konsequenzen für die Deutschlandpolitik. Jakob-Kaiser-Stiftung, Königswinter 1990.